# Seychelles ai Giochi della XXVII Olimpiade
Le Seychelles parteciparono ai Giochi della XXVII Olimpiade, svoltisi a Sydney, Australia, dal 15 settembre al 1º ottobre 2000, con una delegazione di 9 atleti impegnati in cinque discipline.